# 稲垣誠一
稲垣 誠一（いながき せいいち）は日本の経済学者。国際医療福祉大学総合教育センター教授。専門は経済統計学, 経済政策, 財政・金融論。
名古屋大学理学部卒業後、名古屋大学大学院理学研究科を経て、東京国際大学大学院経済学研究科博士後期課程修了。博士（経済学）（東京国際大学）。
日本社会のダイナミック・マイクロシミュレーションモデル（INAHSIM）を開発し、家族構造変化、所得分布、貧困率などの将来推計を実施している。

## 略歴
- 1980年4月　厚生省入省
- 1983年4月　環境庁企画調整局環境保健部 主査
- 1986年4月　International Labor Office, Social Security Department
- 1988年4月　厚生省大臣官房統計情報部 課長補佐、中央薬事審議会 幹事
- 1990年7月　厚生省大臣官房政策課 課長補佐
- 1991年7月　厚生省年金局 課長補佐
- 1996年7月　厚生省年金局 基金数理室長
- 1999年8月　農業者年金基金 数理役
- 2000年8月　United Nations Statistical Institute for Asia and the Pacific, Lecturer
- 2002年8月　農業者年金基金 数理・情報技術役
- 2005年3月　東京国際大学経済学博士　論文の題は「マイクロ・シミュレーションモデル(INAHSIM)による社会・人口構造の将来推計 : 社会保障制度の将来像を描くための基礎的研究(Projections of socio-demographic population structure of Japan using a dynamic microsimulation model (INAHSIM))」[1]。
- 2007年8月　年金シニアプラン総合研究機構 研究主幹
- 2009年1月　同 審議役
- 2009年8月　一橋大学経済研究所世代間研究機構 教授（～2013年3月、産学官連携融合事業（厚生労働省））
- 2006年12月	 関西大学ソシオネットワーク戦略研究機構 研究員
- 2007年4月 	東京国際大学大学院経済学研究科 非常勤講師
- 2012年1月	国連職員年金基金アクチュアリー委員会 委員
- 2013年4月 株式会社シーエーシー特別常勤顧問、東京工業大学大学院イノベーションマネジメント研究科客員教授、一橋大学経済研究所非常勤研究員
- 2015年4月 株式会社シーエーシー専門顧問
- 2015年9月 東北大学大学院理学研究科 非常勤講師
- 2016年2月 お茶の水女子大学理学部 非常勤講師
- 2016年4月 国際医療福祉大学総合教育センター総合教育部教授
- 2018年4月 一橋大学経済研究所客員研究員[2]
- 2019年4月 一橋大学経済研究所非常勤研究員[3]

## 著書
- 『日本の将来社会・人口構造分析：マイクロ・シミュレーションモデル（INAHSIM）による推計』日本統計協会, 2007

## 論文
- 「国民年金保険料納付行動と年金額通知効果」『行動経済学』, 近刊.
- 「『くらしと仕事に関する調査: 2011年インターネット調査』の概要と調査客体の特徴等について」一橋大学経済研究所世代間問題研究機構ディスカッションペーパー551号, 2012年4月.
- 「ダイナミック・マイクロシミュレーションモデルによる年金制度改革の貧困リスク改善効果分析―年金制度改正に関する政府案の評価と新しい改革案の提案―」一橋大学経済研究所世代間問題研究機構ディスカッションペーパー550号, 2012年4月.
- 「1950年代生まれの所得格差と就業行動―ねんきん定期便の加入履歴等に関するインターネット調査の概要と分析―」『日本統計学会誌』第41巻第2号, 2012年3月, pp.285-317.
- The Japanese Longitudinal Survey on Employment and Fertility (LOSEF): Essential Features of the 2011 Internet Version and a Guide to Its Users,” PIE/CIS Discussion Paper No.546, Institute of Economic Research, Hitotsubashi University, March 2012.
- 「国民年金保険料における未納・免除・猶予・追納の分析」『三田学会雑誌』104巻第4号, 2012年1月, pp.63-79.
- 「2030年の高齢者像と年金制度改革?マイクロ・シミュレーションモデルによる分析?」国立社会保障・人口問題研究所編『社会保障の計量モデル分析?これからの年金・医療・介護』東京大学出版会, 2010年4月, pp.279-302.
- 「後期高齢者の家族・世帯・所得の将来推計」『平成18年度社会保障総合モデル研究事業報告書』所内研究報告第20号, 国立社会保障・人口問題研究所, 2007, pp.127-136.